# Pochazoides nobilis
Pochazoides nobilis är en insektsart som beskrevs av Melichar 1898. Pochazoides nobilis ingår i släktet Pochazoides och familjen Ricaniidae. Inga underarter finns listade i Catalogue of Life.